# Polo aquático nos Jogos Pan-Americanos de 1995
As competições de polo aquático nos Jogos Pan-Americanos de 1995 foram realizadas em Mar del Plata, Argentina. O torneio foi disputado apenas entre homens. Esta foi a décima segunda edição do esporte nos Jogos Pan-Americanos.
| Evento                  | Ouro               | Prata      | Bronze   |
| ----------------------- | ------------------ | ---------- | -------- |
| Polo aquático masculino | USA Estados Unidos | BRA Brasil | CUB Cuba |

- Pan American Games water polo medalists on HickokSports